# Алюз, Мурат
Мура́т Алюз (тур. Murat Alyüz; 16 августа 1920 — 30 мая 2006) — турецкий футболист, играл на позиции защитника. Участник летних Олимпийских игр 1948 года.

## Биография

### Клубная карьера
Всю футбольную карьеру играл за «Фенербахче». В составе «жёлтых канареек» сыграл во всех матчах 205 матчей и забил 10 голов, выиграл ряд трофеев, в том числе 3 раза Стамбульскую лигу и 3 Кубка премьер-министра Турции. Завершил карьеру игрока в 1952 году.

### Карьера в сборной
В составе сборной Турции принимал участие на олимпийском футбольном турнире 1948 года, где сыграл в двух матчах со сборной Китая (4:0) и в 1/4 финале с Югославией (1:3). Всего за сборную Турции сыграл 4 матча и не отметился забитыми мячами.

### Смерть
Скончался 30 мая 2006 года в возрасте 85 лет.

## Достижения
«Фенербахче»
- Победитель Национального дивизиона[англ.] (3): 1945, 1946, 1950
- Чемпион Стамбульской лиги (3): 1943/44, 1946/47, 1947/48
- Обладатель Стамбульского кубка[англ.] (1): 1945
- Обладатель Кубка премьер-министра Турции[англ.] (3): 1945, 1946, 1950